# Holma
Holma Locket, 1974 è un genere di ragni appartenente alla famiglia Linyphiidae.

## Distribuzione
L'unica specie oggi attribuita a questo genere è stata reperita nell'Angola.

## Tassonomia
A dicembre 2011, si compone di una specie:
- Holma bispicata Locket, 1974[3] — Angola